# 外国文総合出版社
外国文総合出版社（がいこくぶんそうごうしゅっぱんしゃ、朝: 외국문종합출판사）は、朝鮮民主主義人民共和国（北朝鮮）の各種の図書を外国語で翻訳し、刊行している国営の出版社。北朝鮮の対外宣伝機関である。1949年12月8日に創立された。日本向けのものは「平壌外国文出版社」の名で刊行されている。

## 概要
『今日の朝鮮』、『画報朝鮮』(英語、中国語、ロシア語、フランス語)、『朝鮮通報』(スペイン語)などを定期的に刊行しており、また対外新聞である『ピョンヤンタイムズ』（The Pyongyang Times、1965年5月6日英語版創刊、1971年4月15日フランス語版創刊)も発行する。これらの雑誌と新聞には、北朝鮮の社会主義革命と社会主義建設の成果と経験、朝鮮労働党の革命伝統、統一政策とその実現過程、反韓国・反米宣伝及び韓国民の反政府闘争の扇動、朝鮮労働党や北朝鮮政府の海外活動状況、社会主義制度の優越性を宣伝すること、北朝鮮の歴史・文化・地理・社会といった各分野の様子などが盛り込まれている。
また、この出版社は金日成主席や金正日総書記、現最高指導者である金正恩総書記の著作及び書籍と北朝鮮の文芸物を翻訳、刊行している。
組織は、編集局の傘下に、翻訳部には日本語、英語、中国語、ロシア語、フランス語、スペイン語など各種外国語専門翻訳要員らが配置されている。
北朝鮮のラジオの海外向け短波放送の「朝鮮の声放送」の日本語放送などで、手紙や受信報告書を送ると返信に「平壌外国文出版社」の日本語の書籍が贈呈されることがある。